# 山形浩史
山形 浩史（やまがた ひろし 1962年 - ）は、日本の原子力規制官僚。長岡技術科学大学教授。大阪府出身。

## 人物・経歴
1985年京都大学工学部原子核工学科卒業。1987年京都大学大学院工学研究科原子核工学専攻修士課程修了。同年通商産業省入省。
2011年原子力安全・保安院安全基準統括管理官、2012年核燃料管理規制課長。
2012年原子力規制庁国際課長、2013年安全規制管理官、2016年規制総括官、2017年審議官、緊急事態対策監。2021年退職、長岡技術科学大学教授。